# Ширвинтские говоры

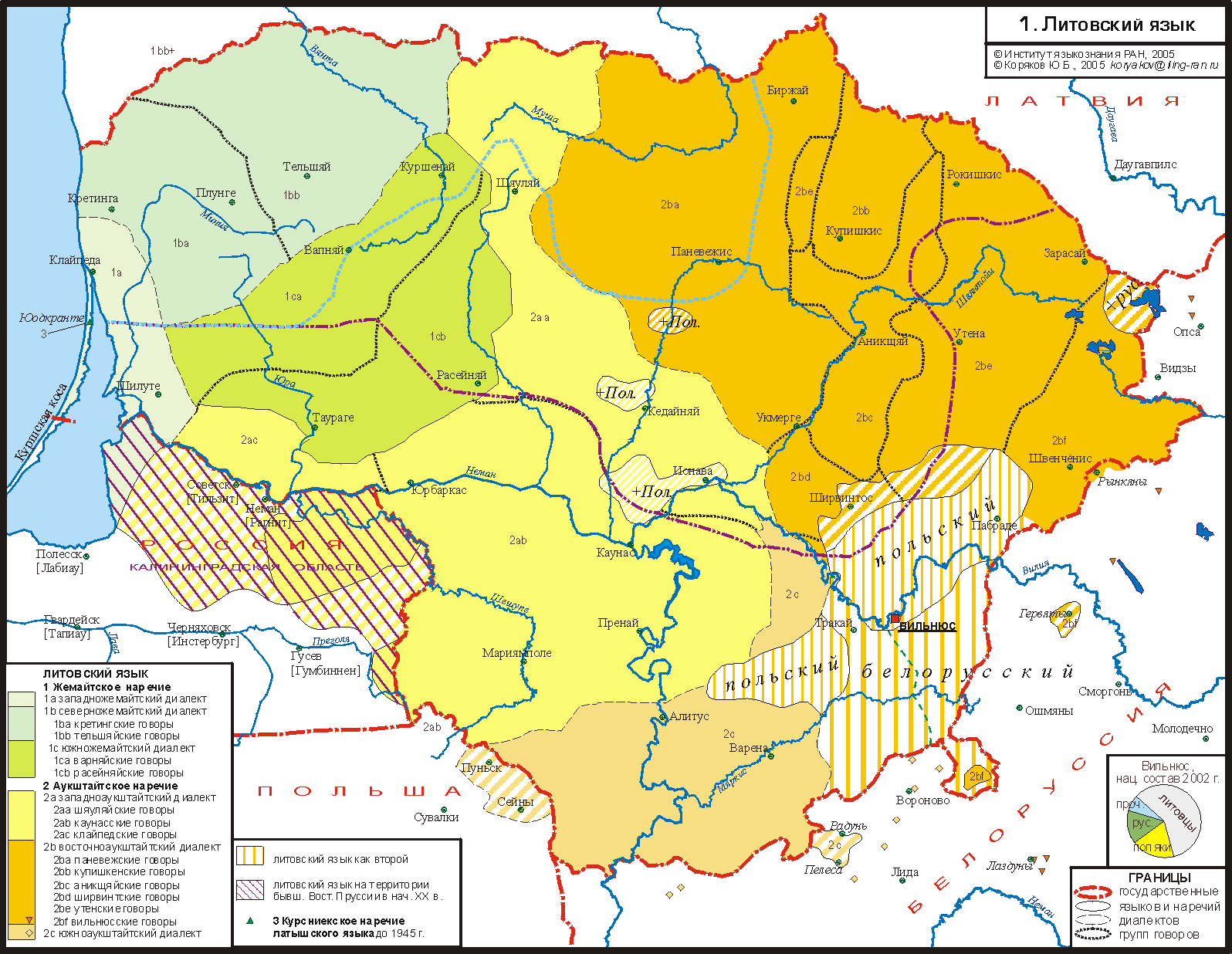
Ареал вильнюсских говоров на карте распространения литовского языка (по данным классификации 1964 года)

Ширвинтские говоры (лит. šitvintiškiai) — говоры аукштайтского (верхнелитовского) наречия, распространённые в южно-восточной части Литовской Республики, в окрестностях Ширвинтоса. Входят вместе с паневежскими, купишкисскими, утенскими, аникщяйскими и вильнюсскими говорами в состав восточноаукштайтского диалекта, одного из трёх аукштайтских диалектов наряду с западноаукштайтским и южноаукштайтским.

## Область распространения
Ареал ширвинтских говоров размещается в южных районах историко-этнографических области Аукшайтия. 
Согласно современному административно-территориальному делению Литвы, ареал утенских говоров занимает северно-восточную часть территории Литовской Республики, а точнее южную часть Вильнюсского уезда. 
Ареал ширвинтских говоров на северо-востоке граничит с областью распространения аникщяйских , на северо-западе — паневежских, а на востоке и юге— вильнюсских говоров.